# Massimo Lombardini
Massimo Lombardini (Codogno, 23 luglio 1971) è un allenatore di calcio ed ex calciatore italiano, di ruolo centrocampista.

## Caratteristiche tecniche

### Giocatore
Ha giocato principalmente come esterno di centrocampo dove poteva sfruttare la propria velocità abbinata a buone doti tecniche e di visione di gioco. Giocatore di spiccate attitudini offensive (anche se talvolta impiegato in copertura); occasionalmente ha giocato anche come trequartista e come regista a centrocampo.

## Carriera

### Giocatore
Cresciuto nella Frassati di Castiglione d'Adda, passa poi nel vivaio della Cremonese. Con i grogiorossi esordisce in prima squadra nel campionato di Serie B 1990-1991, nel quale ottiene la promozione in Serie A; in quella stessa stagione viene convocato per i Mondiali con la Nazionale Militare, che vince trasformando uno dei rigori nella finale contro la Germania.
L'anno successivo esordisce in Serie A, il 6 ottobre 1991 in Bari-Cremonese 0-0, segnalandosi a fine stagione come uno dei giovani più promettenti della squadra insieme a Giuseppe Favalli e Dario Marcolin, e diventando titolare al posto di Rubén Pereira. Dopo la retrocessione in Serie B viene confermato titolare del centrocampo della Cremonese, contribuendo a una nuova promozione in Serie A nel campionato 1992-1993 e alla vittoria della Coppa Anglo-Italiana nel 1993.
Nell'estate 1993, tuttavia, viene ceduto al Vicenza, neopromosso in Serie B. Con la formazione berica causa un serio infortunio scende in campo solo a fine stagione, mentre è stabilmente titolare nelle due annate successive, contribuendo alla promozione in Serie A del 1995. Nell'estate 1996 passa al Torino, appena retrocesso in Serie B, nell'affare che porta Alessandro Dal Canto in Veneto. Rimane in granata per una sola stagione, nella quale la formazione di Mauro Sandreani manca l'obiettivo della promozione in Serie A; viene poi ceduto al Chievo, dove rimane per due stagioni sempre tra i cadetti.
Nel settembre 1999, poco dopo l'inizio del campionato, passa alla Lucchese, in Serie C1, insieme al compagno di squadra Silvio Giusti, in cambio del terzino Moreno Longo; la stagione è condizionata da diversi infortuni, e la squadra manca l'obiettivo dei play-off. L'anno successivo è al Como, con cui ottiene la promozione in Serie B. Riconfermato per il campionato cadetto, non vi disputa alcuna partita e nel luglio 2002 passa all'Alessandria, appena retrocesso in Serie C2. Con i grigi non scenderà mai in campo in campionato, poiché in ottobre il contratto viene annullato per le inadempienze finanziarie della società.
In seguito milita nel Fanfulla, nel campionato di Eccellenza Lombardia 2003-2004, e nel marzo 2005 viene ingaggiato dal Montichiari, in Serie C2: con i bresciani, impegnati nella lotta per non retrocedere, disputa 3 partite in campionato. Prosegue la carriera tra i dilettanti, alternandosi con le maglie di Codogno e Sancolombano; con la formazione banina riveste anche l'incarico di allenatore, sul finire della stagione 2007-2008, conquistando la salvezza ai play-out contro il Sant'Angelo. Si ritira definitivamente nel marzo 2012, dopo aver disputato 64 partite in Serie A, e 150 partite con 8 reti in Serie B.

### Allenatore
Nella stagione 2013-2014 allena i Giovanissimi della Pergolettese. Nel maggio 2015 viene nominato nuovo allenatore della Castellana, squadra di Castel San Giovanni militante nel campionato di Promozione. Si dimette nel novembre successivo, dopo sei sconfitte nelle prime sette partite.
Nell'estate 2018 passa al Pro Piacenza come allenatore della squadra Berretti. Si dimette nel gennaio 2019, a seguito della crisi del club piacentino
Dalla stagione 2019-2020 torna alla Cremonese, società che lo ha lanciato nel calcio professionistico, per allenare la squadra Under 14.

## Palmarès

### Giocatore

#### Club
- Coppa Anglo-Italiana: 1

Cremonese: 1992-1993

#### Nazionale
- Campionati mondiali militari di calcio: 1

1991